# Iranoleon darius
Iranoleon darius är en insektsart som beskrevs av Hölzel 1972. Iranoleon darius ingår i släktet Iranoleon och familjen myrlejonsländor. Inga underarter finns listade i Catalogue of Life.